# جشنواره ملی برداشت انگور

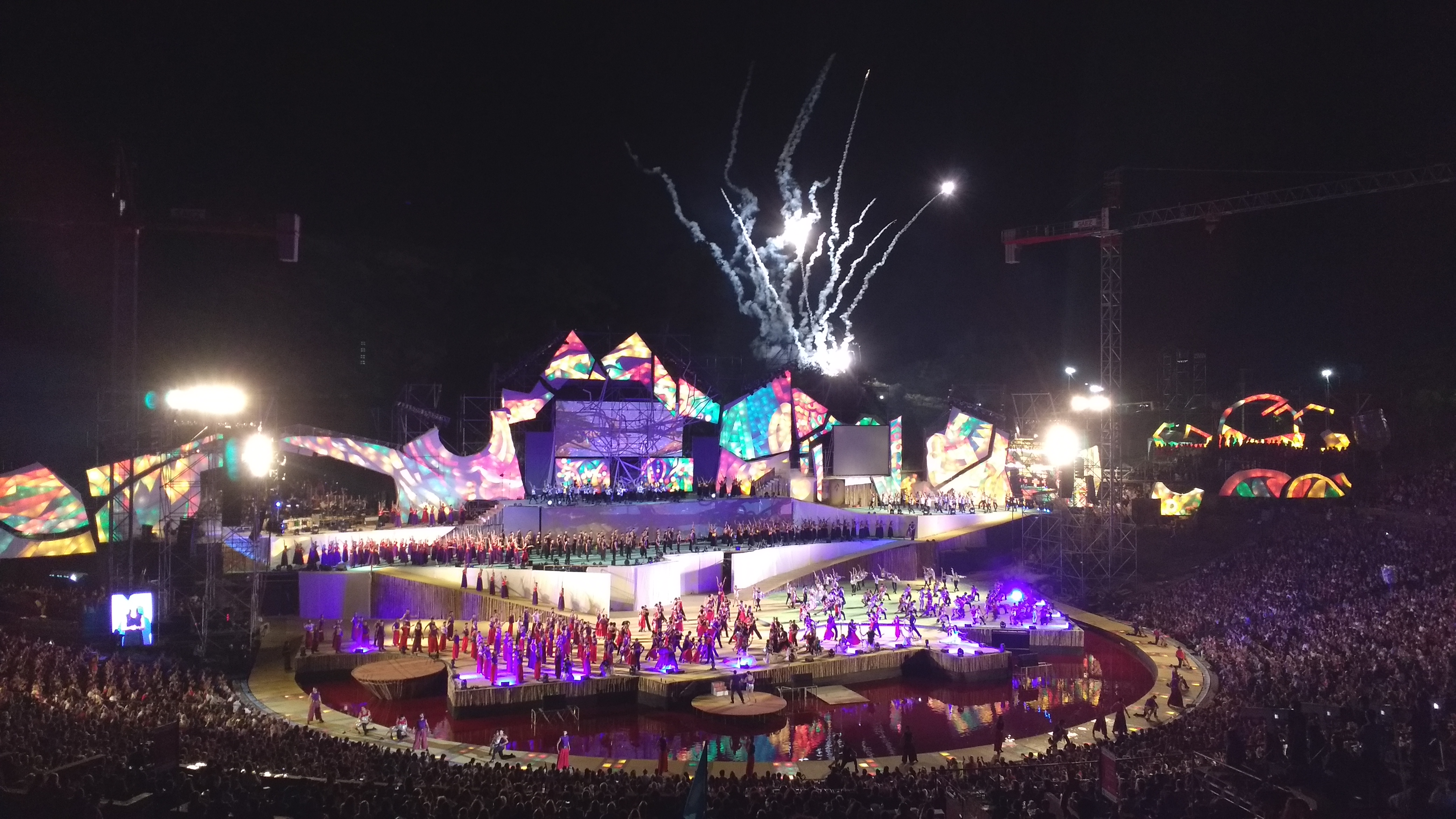
جشنواره ملی برداشت انگور مندوسا

جشنواره ملی برداشت انگور به‌طور سالانه در شهر مندوسای آرژانتین برگزار می‌گردد. این جشنواره یکی از مهم‌ترین جشنواره‌های این کشور است، که عدهٔ بسیاری از توریست‌ها را به این منطقه جذب می‌نماید. این جشنواره، دربارهٔ برگزاری جشنی برای شراب و صنعت شراب‌گیری است. همه بخشهای استان مندوزا در ماه‌های نخست سال برای این جشنواره آماده می‌شوند. رویداد اصلی در اولین هفته ماه مارس در شهر مندوزا رخ می‌دهد که در این مراسم صدها تن از هنرمندان شرکت می‌کنند و یک نمایش آتش بازی بزرگ اجرا می‌شود.

## تاریخچه
اولین مراسم وندیمیا در استان مندوزا در قرن هفدهم رخ داد. اولین جشنواره رسمی وندیمیا در سال ۱۹۳۶ برگزار شد. اخیراً وندیمیای مندوزا در رتبه‌بندی نشنال جئوگرافیک رتبه دوم جشنواره‌های برداشت جهان را بعد از مراسم شکرگزاری در پلیموت کشت و زرع ماساچوست، به خود اختصاص داده‌است.